# Lamalela
Lamalela is een bestuurslaag in het regentschap Lembata van de provincie Oost-Nusa Tenggara, Indonesië. Lamalela telt 362 inwoners (volkstelling 2010).